# Цукујоми
Цукујоми (јап. Tsukuyomi, ツクヨミ, 月読) или Цукујоми-но-Микото (jaп. Tsukuyomi-no-Mikoto, ツクヨミノミコト, 月読命) или Цукијоми (јап. Tsukiyomi, ツキヨミ) је божанство месеца у јапанској митологији и шинтоизму.

## Порекло имена
Име "Tsukuyomi" је сложеница настала од старојапанских речи tsuku (月, "Месец", календарски "месец", које се пермутовало у данашнје tsuki) и yomi (読み,"читање", "бројање"). Нихон Шоки (јап. Nihon Shoki) помиње да се име пише као Tsukuyumi (月弓, "лунарна дуга"), али yumi је вероватно варијација у изговору речи yomi. Алтернативна интерпретација је да је име комбинација речи tsukiyo (月夜, "месечином обасјана ноћ") и mi (見, "гледати", "тражити").
Толико мало се зна о божанству Цукијоми да је чак и нјихов пол непознат зато што, иако се сматра подједнако битним као свој брат и сестра, доста се ређе појављује у причама. Међутим, у Ман'јошу (јап. Man'yōshū) Цукујомијево име се понекад преводи као Цукујоми Отоко (јап. Tsukuyomi Otoko (月讀壮士, "човек који чита месец").

## Легенде

### Рођење
Цукујоми је био друго од "три племените деце" или "три драгоцене деце" (三貴子, Mihashira-no-Uzu-no-Miko), заједно са Амарерасу (јап. Amaterasu-Ōmikami) и Сусаном (јап. Susanoo), која су се родила када се Изанаги-но-Микото (јап. Izanagi-no-Mikoto), творац првог острва Оногоришиме (јап. Onogoroshima), чистио од својих грехова док се купао након што је побегао из подземљ и канџи своје мртве жене, Изанами-но-Микото (јап. Izanami-no-Mikoto). Цукујоми се родио када је испран из Изанагијевог десног ока. Међутим, у другој причи, Цукујоми се родио из огледала од белог бакра које је било у Изанагијевој десној руци.

#### Аматерасу и Цукујоми
Цукујоми је наљутио Аматерасу када је убио Укемочи (јап. Ukemochi), богинју хране. Аматерасу је једон приликом послала Цукујомија да је заступа на гозби коју је одржавала Укемочи. Укемочи је стварала храну тако што би се окренула ка океану и испљунула рибу, затим би се окренула ка шуми и испљунула би дивлјач и, коначно, плренула би се ка пиринчаним пољима и искашљала би чинију пиринча. Цукујоми је био толико згрожен чињеницом да је гозба направљена на тако одвратан начин, иаоко је изгледала изврсно, да ју је убио.
Убрзо, Аматерасу је сазнала шта се десило и била је толико гневна да је одбијала да више икада погледа Цукујомија, заувек се померајући на други крај неба. Ово је такоће разлог због чега дан и ноћ никада нису заједно. Какогод, неки кажу да је Сусано био тај који је убио Укемичи.